# رابین دان
رابین دان (انگلیسی: Robin Dunne؛ زاده ۱۹ نوامبر ۱۹۷۶) بازیگر کانادایی است.
از فیلم‌های معروف او می‌توان به بازی در فیلم‌های مردان کوچک، گونه ۳، ضربه بزرگ و تنها کاری که می‌خواهم انجام دهم، سرنوشت جادوگر خوب، آرچی و باشگاه ماجراجویی اشاره کرد.